# هولیا دارجان
هولیا دارجان (انگلیسی: Hülya Darcan؛ زادهٔ ۲۷ آوریل ۱۹۵۱) بازیگر اهل ترکیه است. وی از سال ۱۹۶۷ میلادی تاکنون مشغول فعالیت بوده‌است.
از فیلم‌ها یا برنامه‌های تلویزیونی که وی در آن نقش داشته‌است می‌توان به قیام ارطغرل اشاره کرد.